# Haemaphysalis borneata
Haemaphysalis borneata este o specie de căpușe din genul Haemaphysalis, familia Ixodidae, descrisă de Harry Hoogstraal în anul 1971. Conform Catalogue of Life specia Haemaphysalis borneata nu are subspecii cunoscute.